# Nick Mondo
Matthew Burns (Minneapolis, 28 maart 1980), beter bekend als Nick Mondo of Sick Nick Mondo, is een Amerikaans filmregisseur en gepensioneerd professioneel worstelaar die vooral bekendstaat om zijn bereidwilligheid voor het ontvangen van extreem gevaarlijke 'bumps' zoals geraakt worden door een draaiende onkruidverwijderaar, door een tafel omwikkeld met prikkeldraad gegooid worden en van een hoogte van circa twaalf meter naar beneden worden gegooid om vervolgens opgevangen te worden door tafels en tl buizen. In 2004 kreeg Nick Mondo een plaatsje in de CZW Hall of Fame.

## Worstelcarrière
Op 6 mei 2000 debuteerde Mondo bij Combat Zone Wrestling, de promotie waarbij hij uiteindelijk het meest beroemd werd, in een wedstrijd tegen Trent Acid. Mondo ontving zijn eerste titel, de Iron Man Title, in juni 2001 toen hij in een wedstrijd Wifebeater en Mad Man Pondo versloeg. Op 31 augustus 2002 nam Nick Mondo deel aan de Tournament of Death I, een toernooi georganiseerd door CZW. Mondo versloeg opeenvolgend Homeless Jimmy en The Messiah om door te stromen naar de finale. In de finale vocht hij in een 200 Light Tubes and Barbed Wire Ropes Deathmatch tegen Wifebeater. Mondo verloor de finale en was daarnaast het slachtoffer van een controversiële 'bump' waarbij zijn buik gesneden werd door een draaiende onkruidverwijderaar.
Op 26 juli 2003 nam Mondo deel aan het tweede Tournament of Death toernooi, Tournament of Death II. Mondo versloeg in de eerste ronde Nate Webb om zo door te stromen naar de halve finale waar hij het tegen John Zandig opnam in een 2/3 Light Tube Log Cabins Match. Niet alleen bevatte deze wedstrijd opnieuw een controversiële 'bump', het zou ook een groot aandeel hebben in de beslissing van Mondo om te stoppen met professioneel worstelen. Tijdens de wedstrijd klommen beide worstelaars op het twaalf meter hoge dak van een gebouw. Zandig nam vervolgens Mondo op zijn schouders en sprong van het dak waarbij de val werd gebroken door op elkaar gestapelde tafels en tl buizen. Zandig brak met zijn voeten echter een groot deel van de tafels waardoor vooral Mondo met een harde stoot op het asfalt terechtkwam. Mondo won de wedstrijd uiteindelijk en stroomde dus door naar de finale die hij ook won door Ian Rotten te verslaan in een Barbed Wire Ropes, 200 Light Tubes Match.

## Pensioen
In 2003 stopte Nick Mondo met professioneel worstelen door de vele blessures die hij had ontvangen in zijn carrière, waaronder een zwaar geblesseerde rug die hij had opgelopen in de wedstrijd tegen John Zandig op Tournament of Death II, een wedstrijd waarin hij bovendien al worstelde met drie gebroken botten in zijn rechterpols. Op 14 december 2013 keerde Mondo op CZW Cage of Death XV eenmalig terug in de ring. Hij rende naar de ring om worstelaar Lucky 13 te helpen met de wedstrijd. Na de wedstrijd kwam Rory Mondo, een spin-off van Nick Mondo, naar de ring nadat hij eerder al geëlimineerd was. Nick Mondo vertelde Rory dat hij terug was gekomen om te voorkomen dat Rory zich nog meer zou toetakelen in de naam en eer van Mondo en dat hij zijn respect had verdiend. Rory Mondo ging vervolgens ook met pensioen.

## Persoonlijk leven
Nick Mondo is bespeelbaar in de worstelgame Backyard Wrestling 2: There Goes the Neighborhood. 
Burns was de regisseur van zijn eigen film, Fighting the Still Life, waarin hij ook acteerde. Door onvoldoende financiering werd de film echter nooit uitgegeven. In 2004 regisseerde hij de documentaire Unscarred: The Life of Nick Mondo waarin hij onder andere vertelt hoe hij in de worstelwereld terechtkwam en wat hem ertoe dreef om de gevaarlijke stunts en bumps in zijn wedstrijden uit te voeren.

## In het worstelen
- Finishers
  - Assault Driver
  - Life Cutter
- Signature moves
  - Fisherman Driver
  - M. Bison
  - Moonsault
  - Northern Lights Suplex
  - Roundhouse Kick
  - Running Somersault Plancha
  - Slingshot Spint-Out Powerbomb
  - Springboard Leg Drop
- Opkomstmuziek[2]
  - Last Resort - Papa Roach

## Prestaties
- Combat Zone Wrestling[3]
  - CZW Tag Team Championship (1 keer) - met Ric Blade
  - CZW Iron Man Championship (3 keer)